# Coleeae
Tribu
Les Coleeae sont une tribu de plantes à fleurs de la famille des Bignoniaceae.
Le genre type est Colea.

## Liste des genres
Colea – Ophiocolea – Perichlaena – Phyllarthron – Phylloctenium – Rhodocolea

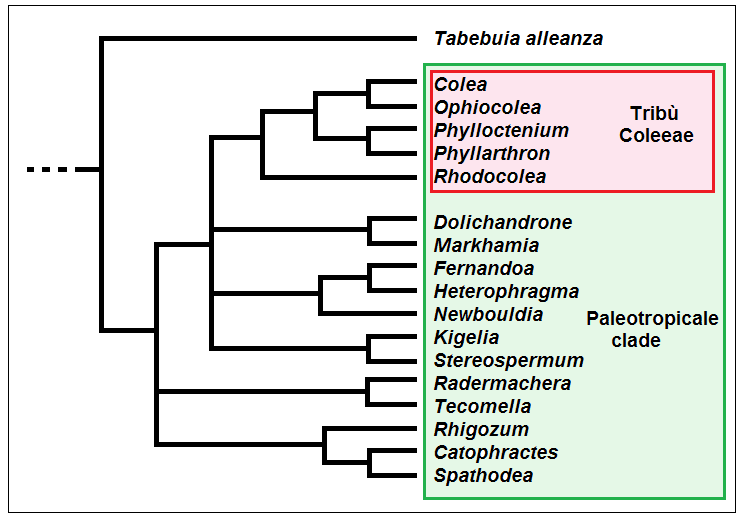
Cladogramme de la tribu.

## Publication originale
- (en) Reveal J.L., 2012. Newly required infrafamilial names mandated by changes in the Code of Nomenclature For Algae, Fungi, and Plants. Phytoneuron 2012-33: 1–32 (lien).